# Leżenice
Leżenice (prononciation : [lɛʐɛˈnit͡sɛ]) est un village polonais de la gmina de Głowaczów dans le powiat de Kozienice de la voïvodie de Mazovie dans le centre-est de la Pologne.
Il se situe à environ 18 kilomètres à l'ouest de Kozienice (siège du powiat) et à 71 kilomètres au sud de Varsovie (capitale de la Pologne).
Le village possède approximativement une population de 220 habitants en 2006.

## Histoire
De 1975 à 1998, le village appartenait administrativement à la voïvodie de Radom.